# Aéroport international de Rockford/Chicago
L'aéroport international de Rockford/Chicago (code IATA : RFD • code OACI : KRFD) est un aéroport américain situé sur le territoire de la ville de Rockford (à 6 kilomètres au sud du centre-ville), dans le comté de Winnebago, et à 120 kilomètres au nord-ouest de Chicago, dans l'Illinois. L'aéroport s'étend sur 12,1 kilomètres carrés et dispose de deux pistes. Il est l'un des quatre aéroports internationaux de l'agglomération de Chicago après les aéroports O'Hare, Midway et Gary. Il est géré par l'autorité aéroportuaire de Rockford/Chicago et dessert la partie ouest de la région de Chicago.

## Historique

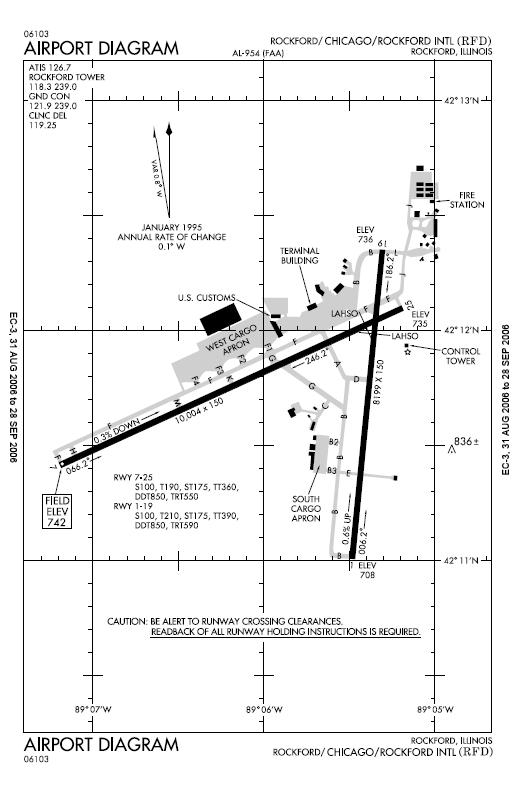
Plan de l'aéroport.

Après la Seconde Guerre mondiale, l'État de l'Illinois a adopté l'Airport Authority Act, débouchant sur la création de la Greater Rockford Airport Authority en 1946. En 1948, le terrain de Camp Grant a été officiellement transféré à l'administration aéroportuaire du gouvernement fédéral. En 1954, la construction de l'aéroport et du terminal a commencé.
Depuis 1994, l'aéroport est une plaque tournante majeure pour UPS Airlines, qui possède deux installations à l'aéroport. En termes de service aux passagers, l'aéroport offre un service direct toute l'année vers cinq destinations, ainsi que des destinations saisonnières. Le plan national des systèmes aéroportuaires intégrés de la Federal Aviation Administration (FAA) pour 2017-2021 l'a classé comme une installation de service commercial principale sans plaque tournante.